# ابن الإخشيد
ابن الإخشيد كان والي طرسوس التابع للخلافة العباسية من نيسان 898، حتى وفاته في معركة ضد البيزنطيين، في أوائل 900.

## العباسيون والطوليون
اشتق اسم ابن الإخشيد من اللقب الفارسي الذي انتشر لمصر إخشيد. من 890 حتى 897، كانت مدينة طرسوس والأراضي الحدودية مع البيزنطيين (الثغور) تحت سيطرة السلالة الطولونية المستقلة عن العباسيين في مصر، ولكن في عام 897 استولى حزب مؤيد للعباسيين بقيادة راغب على السلطة في المدينة واعتقل الحاكم الطولوني دميانه، وغيرهم من المسؤولين المؤيدين للطولونية. ثم تم إرسال المبعوثين إلى العاصمة العباسية بغداد للمطالبة بتعيين والي جديد. وقد تم ذلك، حيث عين الخليفة المعتضد ابن الإخشيد واليًا (أميرًا)، وغادر الأخير بغداد لتولي منصبه في 17 أبريل 898 جنبًا إلى جنب مع مبعوثي ترسيوت.

## البيزنطيون
في نفس الشتاء (كانونا الثاني 898 / كانون الأول 899) قام ابن الإخشيد بغارة على البيزنطيين، ووصل إلى قلعة سالاندو (ترايانوبوليس) واستطاع الاستيلاء عليها، وعاد إلى طرسوس في أوائل عام 899. بعد اعتقال راغب في الرقة في آب 899، اعتقل ابن الإخشيد خدمه وصادر ممتلكاته في طرسوس. قُتل ابن الإخشيد في غارة أخرى إلى الأراضي البيزنطية بعد فترة وجيزة، ربما في أوائل 900، تاركًا نائبه أبي ثابت خلفًا له.